# Остен-Сакен Дмитро Єрофійович
Дмитро́ Єрофі́йович О́стен-Са́кен (нар. 1790, с. Драпове, Єлисаветградський повіт, Катеринославське намісництво, Російська імперія — пом. 1881, маєток Приют, Єлисаветградський повіт, Херсонська губернія, Російська імперія) — російський військовий діяч, генерал від кавалерії, перший почесний громадянин Єлисаветграда (1864 рік). Член Державної Ради Російської імперії у період 1856—1857 років.

## Біографія
Дмитро Єрофійович Остен-Сакен народився 1790 року в українському селі Драпове (нині — Федорівка Кропивницького району однойменної області), що на той час входило до складу Єлисаветградського повіту Катеринославського намісництва Російської імперії.
Учасник войни проти Наполеона, російсько-турецької війни (1828—1829 роки). З вересня 1851 року по 1855 рік був шефом Новомиргородського уланського полку. Під час Кримської війни 1853—1856 років — начальник Севастопольського гарнізону. За оборону Севастополя удостоєний графського титулу, став членом Державної Ради Російської імперії.
Командир Другого резервного кавалерського корпусу, начальник військових поселень Новоросійського краю (1835—1850 роки). Видав наказ закласти більшість садів та бульварів Єлисаветграда. Перевіз із Батурина до Приюта келію Святого Дмитра Ростовського, збудував у маєтку дві церкви — Вознесенську та Різдва Христового.
Був попечителем Одеського навчального округу, видав у Єлисаветграді (1874 рік) книжку рос. «Сведения об осмотре в Елисаветграде и Одессе некоторых учебных благотворительных заведений».
Сприяв заснуванню в місті першого російського безкоштовного ремісничо-грамотного училища (1867 рік), а також домігся дозволу на заснування Єлисаветградського благодійного товариства поширення грамотності та ремесел (1873 рік). Автор книги рос. «Мысли и некоторые предметы военного дела».
Був похований на Першому Християнському цвинтарі Одеси. 1937 року комуністичною владою цвинтар було зруйновано. На його місці був відкритий «Парк Ілліча» з розважальними атракціонами, а частина була передана місцевому зоопарку. Нині достеменно відомо лише про деякі перепоховання зі Старого цвинтаря, а дані про перепоховання Остен-Сакена відсутні.